# 雨水リンダ
『雨水リンダ』（あまみずリンダ）は、HEROによる日本の漫画作品。スクウェア・エニックスのウェブコミック配信サイト『ガンガンONLINE』にて2015年12月から連載中。

## あらすじ
「手芸部」という名目で活動中のオカルト同好会。古本屋で入手した怪しい本の記述をもとに彼らが作り上げた「人形」は、なぜか部長のリンダにそっくりで、彼女の幼い頃の記憶を持っていた。

## 登場人物
雨子
霧咲 リンダ
飛石 すみれ
三上 百
鞘丘
森本 綴
小松 悠介

## 書誌情報
- HERO 『雨水リンダ』 スクウェア・エニックス〈ガンガンコミックスONLINE〉、全4巻
  1. 2016年7月12日発売 ISBN 978-4-7575-5052-0
  2. 2016年11月26日発売 ISBN 978-4-7575-5171-8
  3. 2017年8月26日発売 ISBN 978-4-7575-5444-3
  4. 2018年1月22日発売 ISBN 978-4-7575-5554-9